# Ramskapelle (Nieuport)
Pour les articles homonymes, voir Ramskapelle.
Ramskapelle (orthographié en français Ramscapelle ou Rams-Capelle ) est une section de la ville belge de Nieuport située en Région flamande dans la province de Flandre-Occidentale. C'était une commune à part entière avant la fusion des communes de 1971.

## Démographie

### Évolution démographique
- Sources : INS, Rem. : 1831 jusqu'en 1961 = recensements[3].

## Histoire

### Du Moyen Âge auXIXesiècle
En 1135, Milon évêque des Morins (évêques de Thérouanne), confirme au monastère de Saint-Nicolas de Furnes la possession de différentes églises dont Ramscappel, Wulpen.

### XXesiècle

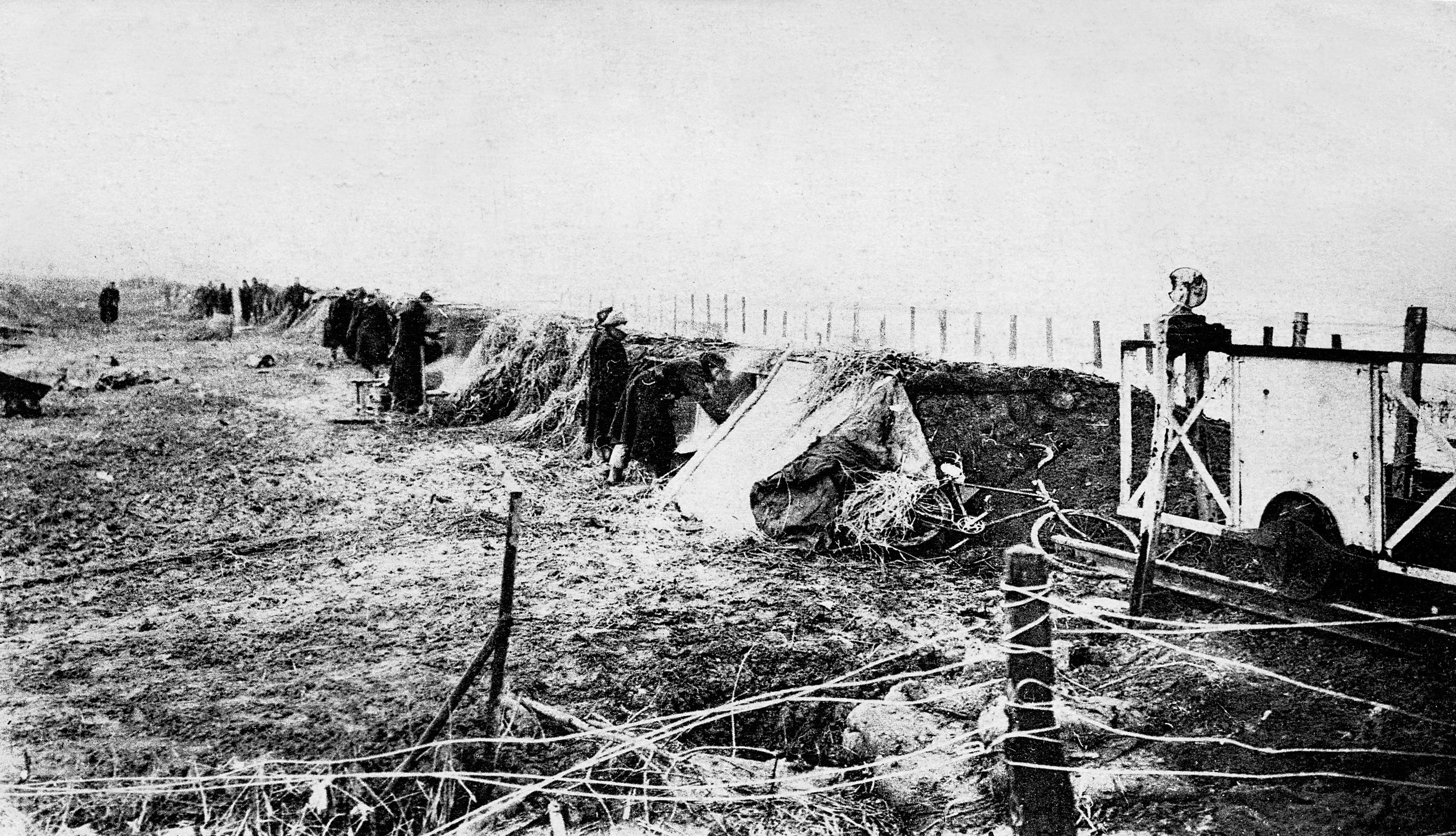
Ligne de chemin de fer ayant servi de retranchement et de digue après l’inondation par l’Yser lors de la campagne de 1914-1916.

Ramskapelle est surtout connue en raison des combats acharnés qui s'y déroulent au cours de la Première Guerre mondiale. Le village, se trouvant à l'ouest de la ligne de chemin de fer de Nieuport à Dixmude derrière laquelle l’armée belge en retraite, doit se retrancher en octobre 1914 après la bataille de l'Yser. Quand Le roi Albert Ier ordonne l'ouverture des écluses des polders flamands afin de noyer le terrain, la progression des troupes allemandes dans ce qui lui reste de son royaume est gênée. Les Belges peuvent faire face à l'envahisseur dès l'inondation de la plaine entre le talus du chemin de fer et l’Yser. 
Si début octobre 1914 les Allemands parviennent à occuper Ramskapelle, quelques jours plus tard, le 31 octobre, ils en sont chassés par une violente contre-offensive menée conjointement "à la baïonnette" par des éléments de l'armée belge (6e Régiment de ligne) et de l'armée française (16e Bataillon de chasseurs à pied). Plus de 100 soldats belges et de nombreux Français y laissent la vie. Le village est gravement endommagé. La gare, l’église et maintes maisons sont en ruine.  

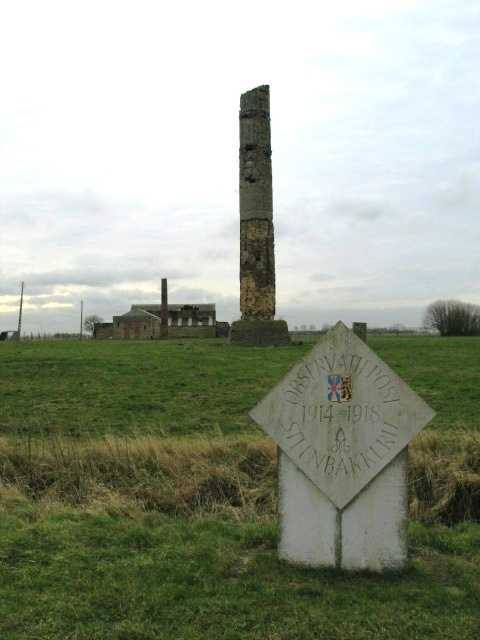
Poste d'observation, installé dans la cheminée d'une briqueterie
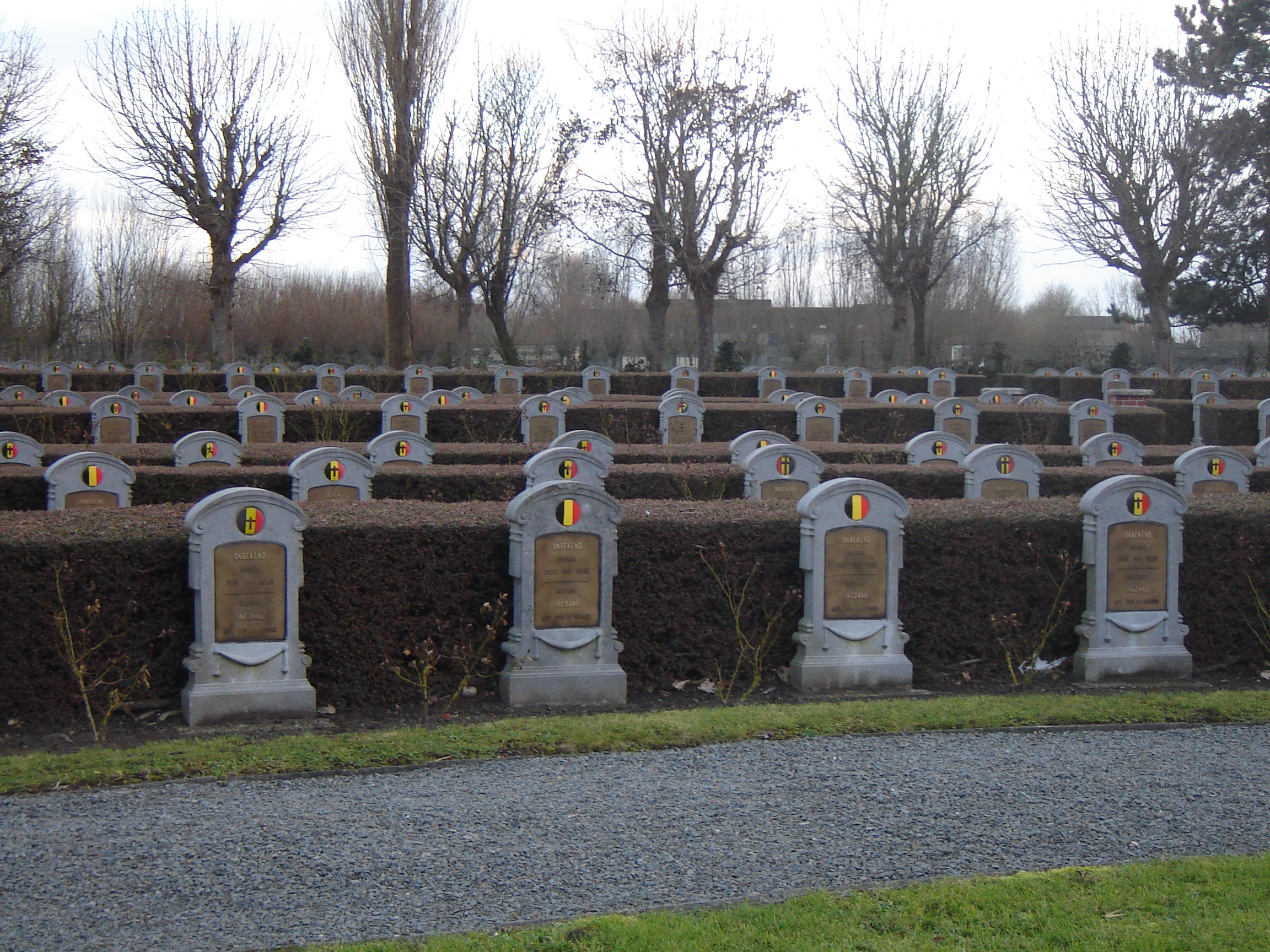
Cimetière militaire belge
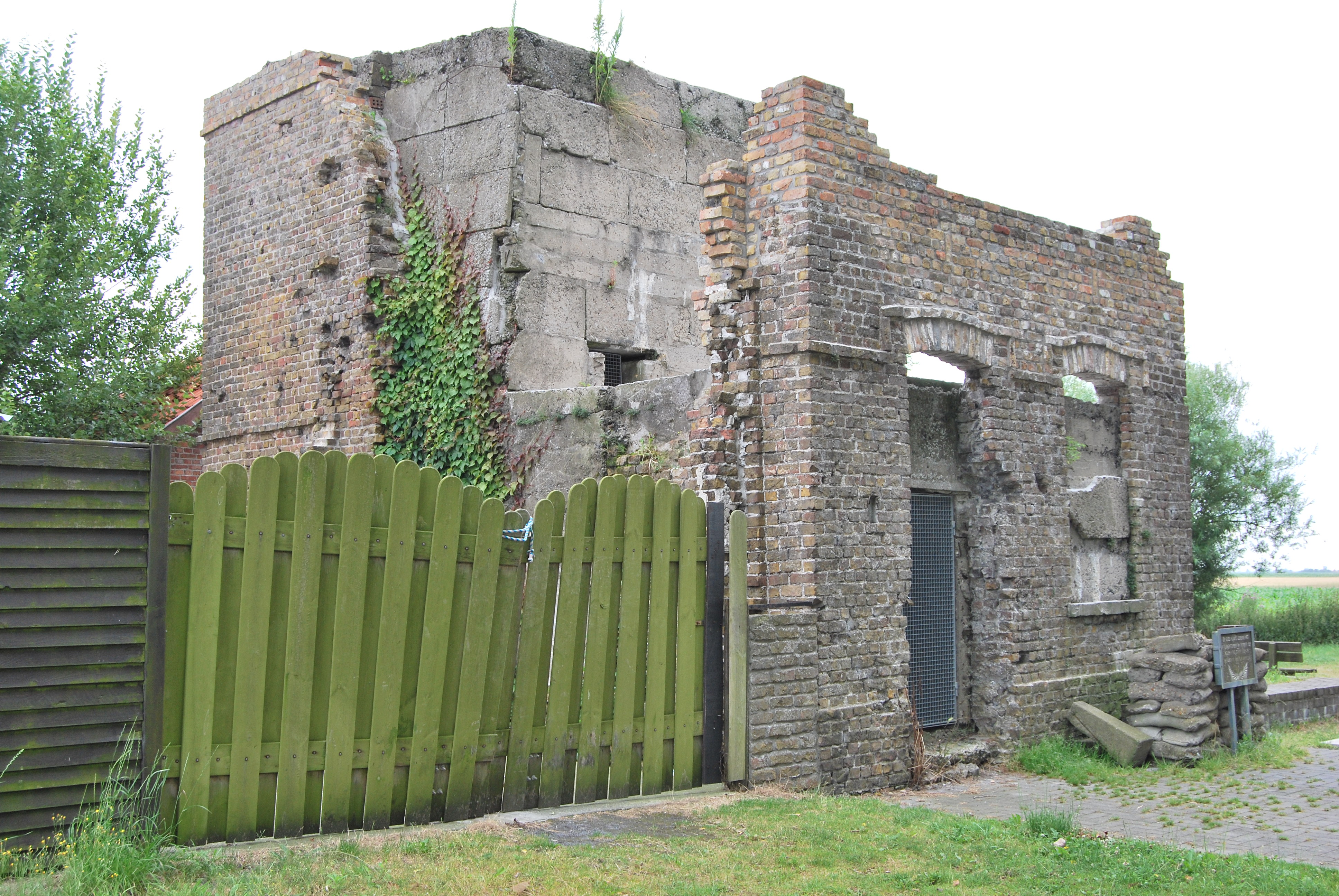
Ruine de la gare fortifiée
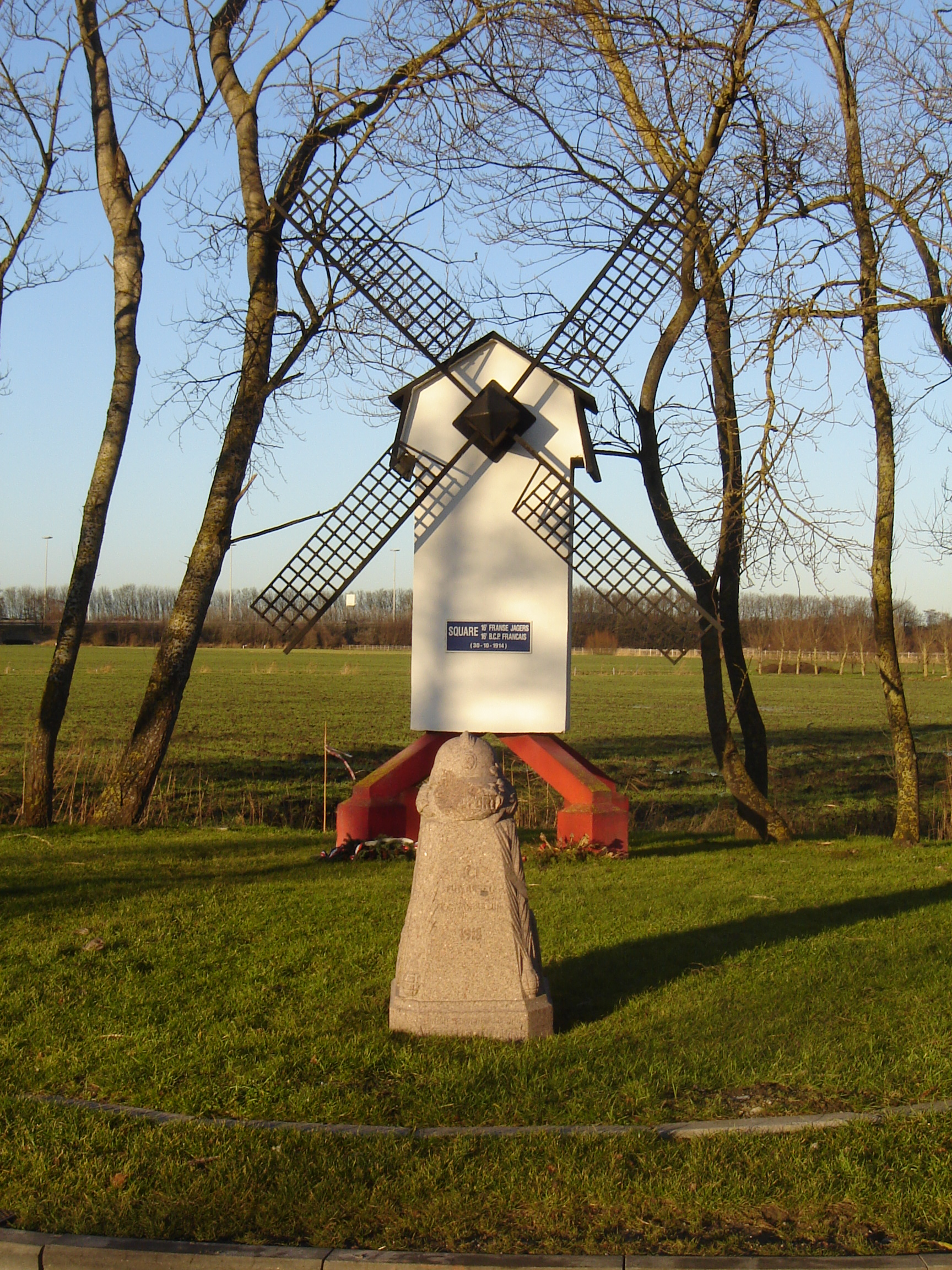
Moulin d'hommage à la borne de démarcation n°3
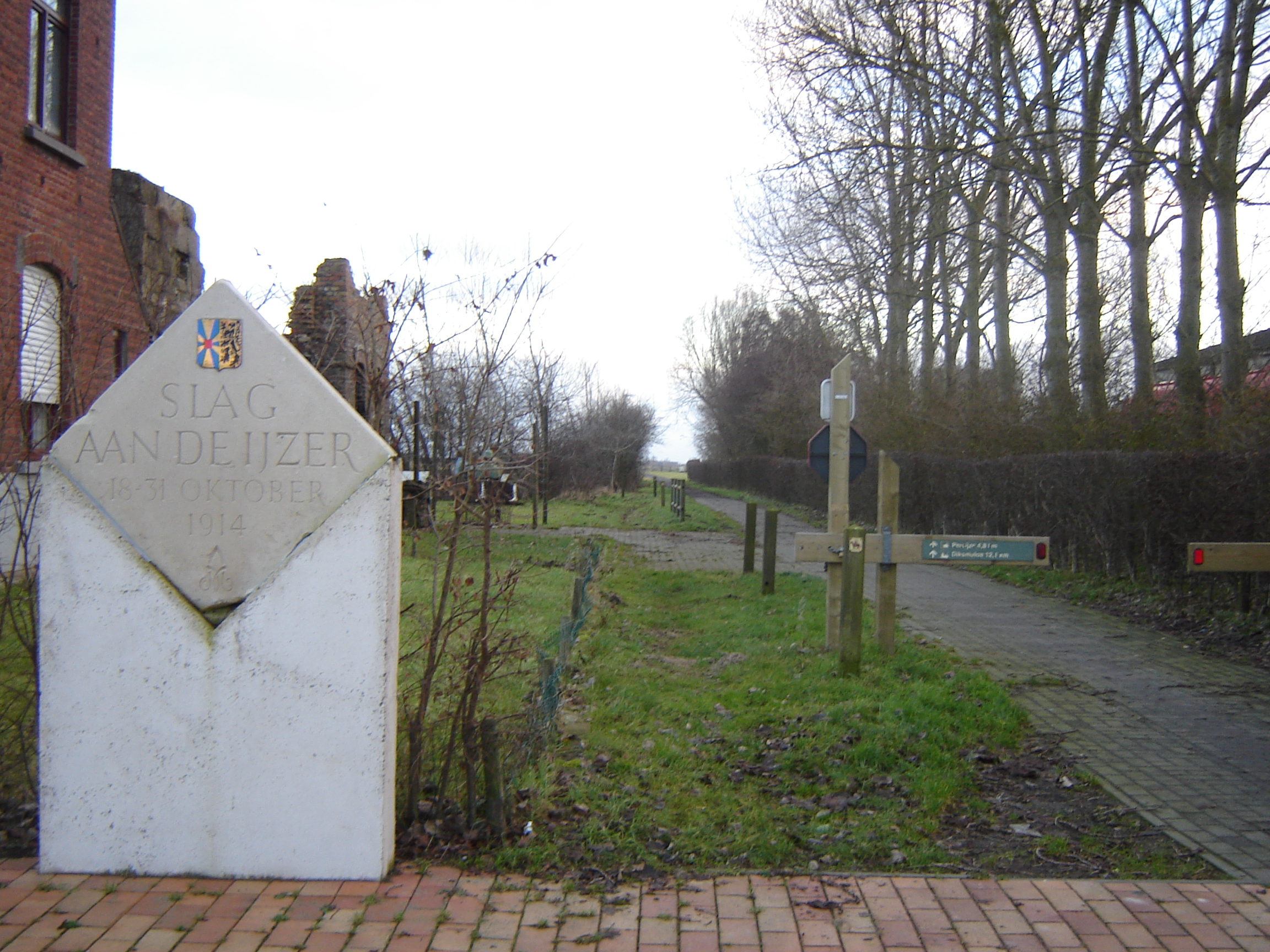
Borne de démarcation à la vieille gare
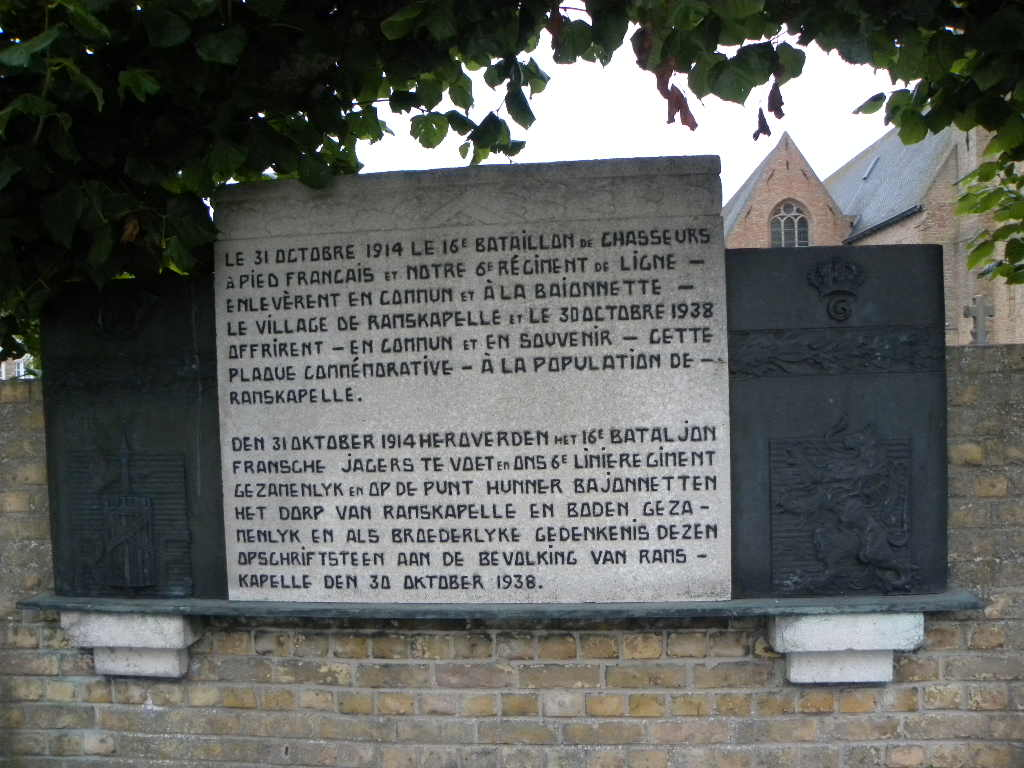
Monument au régiment français du 16e chasseurs à pied et 6e régiment de ligne belge devant l'église St Laurent